# Prasanna Vithanage
Prasanna Vithanage (ur. 1962) – reżyser pochodzący ze Sri Lanki.
Debiutował w 1992 filmem Sisila Gini Gani (Ice on Fire). W swej twórczości zdobył dziewięć nagród OCIC. Zdobył Grand Prix na Festiwalu Filmowym w Amiens.

## Filmografia

### Reżyser
- Ira Madiyama (2003)
- Pawuru Wallalu (1997)
- Purahanda Kaluwara (1997)
- Anantha Rathriya (1996)
- Sisila Gini Gani (1992)

### Pisarz
- Ira Madiyama (2003)
- Purahanda Kaluwara (1997)
- Anantha Rathriya (1996)